# Frantschach-Sankt Gertraud
Frantschach-Sankt Gertraud je obec v okresu Wolfsberg, ve spolkové zemi Korutany v Rakousku. Obec leží na řece Lavant, v pohoří Koralpe. Bydlí zde asi 2700 obyvatel (2016).

## Geografie

### Zeměpisná poloha
Obec leží severně od města Wolfsberg; území obce sahá od řeky Lavant po svahy pohoří Koralpe. Všech 16 částí obce je v nadmořské výšce 504 až 1600 metrů. Na východě hraničí město štýrským okresem Deutschlandsberg.

### Správní členění
Obec je rozdělena na jedenáct katastrálních území (Kamperkogel, Trum- und Prössinggraben, Obergösel, Limberg, Untergösel, Kamp, Hintergumitsch, Zellach, Vorderwölch a Hinterwölch). Obec se skládá z následujících 16 částí (v závorce počet obyvatel v lednu 2015).:
| - Frantschach (415) - Hintergumitsch (155) - Hinterwölch (48) - Kaltstuben (18) - Kamp (177) - Kamperkogel (48) - Limberg (112) - Obergösel (106) | - Praken (5) - Sankt Gertraud (364) - Trum- und Prössinggraben (35) - Untergösel (250) - Vorderlimberg (130) - Vorderwölch (176) - Weinebene (0) - Zellach (617) |